# Paul Winchell
Paul Winchell (21 de diciembre de 1922 – 24 de junio de 2005) fue un ventrílocuo, actor de voz, humorista, inventor, y humanitarista de nacionalidad estadounidense, con una carrera en el mundo del espectáculo que se desarrolló en las décadas de 1950 y 1960. Desde 1950 a 1954 presentó The Paul Winchell Show, programa que utilizó otros dos títulos a lo largo de su trayectoria en la NBC, The Speidel Show y What's My Name? Desde 1965 a 1968 Winchell presentó la serie televisiva infantil Winchell-Mahoney Time.
Winchell, que había tenido entrenamiento sanitario, fue también inventor, siendo la primera persona en fabricar y patentar un corazón artificial implantable en la cavidad torácica (Patente USA #3097366).

## Primeros años
Su verdadero nombre era Paul Wilchinsky, y nació en la ciudad de Nueva York, siendo sus padres Solomon Wilchinsky y Clara Fuchs. Su padre era sastre, y sus abuelos habían sido inmigrantes judíos de Polonia y el Imperio austrohúngaro. La vocación inicial de Winchell era hacerse médico, pero la Gran Depresión borró cualquier oportunidad de que su familia afrontara los gastos para que él estudiara medicina. A los 13 años de edad enfermó de poliomielitis y, mientras se recuperaba, consiguió un equipo de ventriloquia por diez centavos. De nuevo en la escuela su profesor de arte le respaldó para que fabricara un muñeco de ventrílocuo, naciendo así el títere Jerry Mahoney. Winchell siguió leyendo revistas, recopilando chistes y diseñando números de humor que llevó al programa radiofónico Major Bowes Amateur Hour, ganando el primer premio. Como parte del premio, pudo hacer una gira actuando en varios teatros con la Major Bowes Review. El líder de banda Ted Weems vio al joven Winchell y le dio una oferta de empleo. Winchell aceptó y se convirtió en profesional a los 14 años de edad.

## Carrera artística

### Ventrílocuo

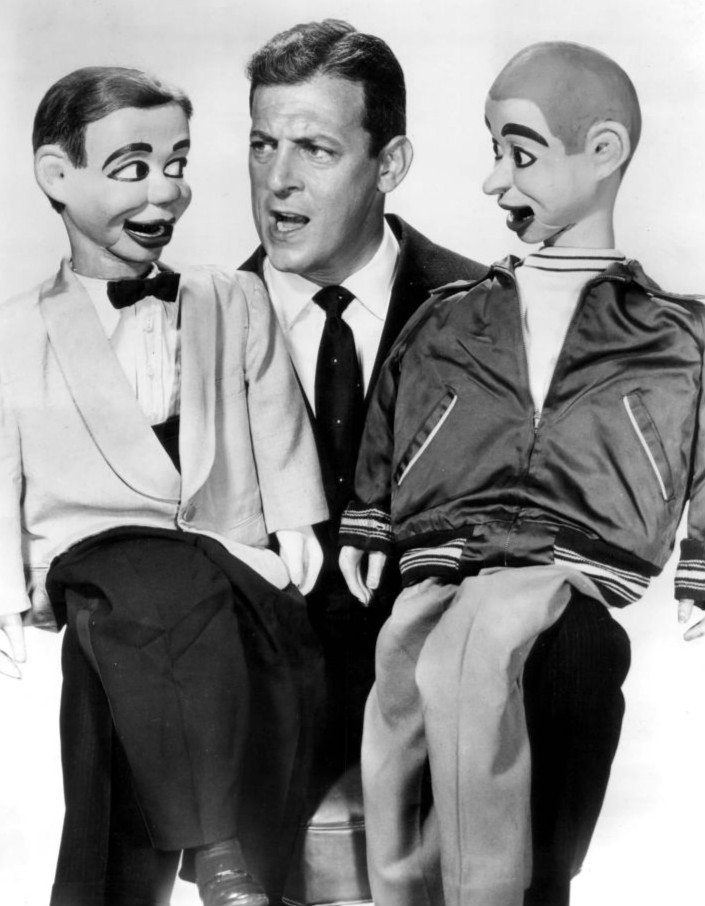
Winchell con Jerry Mahoney y Knucklehead Smiff (derecha) en 1958.

Los muñecos más conocidos de Winchell fueron Jerry Mahoney y Knucklehead Smiff. Mahoney fue tallado por el artista de Chicago Frank Marshall. Más adelante Winchell tenía copias de la cabeza de Jerry hechas con tilo, siendo una de ellas la que se vio principalmente en sus programas televisivos. Él modificó otras dos copias para crear Knucklehead Smiff. El primer show de Winchell como ventrílocuo tuvo lugar en la radio, con Jerry Mahoney, en 1943. El programa tuvo poca vida y fue eclipsado por Edgar Bergen. Winchell también creó Oswald, un personaje que se asemejaba a Humpty Dumpty. En la década de 1950 Winchell presentó con sus muñecos programas infantiles y de adultos para NBC Television, y más adelante en redifusión. El programa matinal de los sábados en la NBC, patrocinado por Tootsie Roll, tenía como motivo musical una canción escrita por Winchell y por el compositor Milton DeLugg. Además, actuó en la serie "Nanny y el profesor" (2ª temporada, episodio 13) interpretando a un marionetista retirado.

### Actor de voz
A partir de 1968 la carrera de Winchell incluyó un gran número de actuaciones como actor de voz para producciones de dibujos animados, sobre todo de The Walt Disney Company y Hanna-Barbera. Para la segunda compañía dobló a Pierre Nodoyuna en múltiples series (sobre todo Los autos locos y El escuadrón diabólico); a Clyde y Softy en Los peligros de Penélope Glamour; a Fleegle en The Banana Splits, y a Gargamel en Los Pitufos. También dio voz a Boobie Bear en Help!... It's the Hair Bear Bunch! (1971), Revs en Wheelie and the Chopper Bunch, Moe en The Robonic Stooges (un papel que antes había hecho en Las nuevas películas de Scooby-Doo), y Shake en The CB Bears. En 1973 fue el perro Goober en el show Gobber y los Cazafantasmas y el malvado de un episodio de Hong Kong Phooey. 
Para Disney, Winchell dio voz al Tigger en los filmes de Winnie the Pooh, y ganó el Premio Grammy por su actuación en Winnie the Pooh and Tigger Too. Empezando con la serie televisiva The New Adventures of Winnie the Pooh, Winchell se alternó en el papel con Jim Cummings, voz actual de Pooh. La última actuación de Winchell como Tigger tuvo lugar en 1999 en Winnie the Pooh: A Valentine for You (aunque volvió a encarnar al personaje en la atracción The Many Adventures of Winnie the Pooh en los parques temáticos de Disney). 
Otros papeles con Disney fueron el de Shun Gon en Los Aristogatos y el de Boomer en The Fox and the Hound. También fue la voz original de Zummi Gummi en la serie televisiva Osos Gummi en las temporadas 1 a 5.  Winchell también dio las voces de Sam-I-Am y de su amigo Guy-Am-I en Green Eggs and Ham,  dentro del especial televisivo de animación Dr. Seuss on the Loose (1973), y encarnó a Fleabag en The Oddball Couple, a Fearless Freddy en el spin-off de La Pantera Rosa Misterjaw (1976), y a diferentes personajes en la serie The Blue Racer.  
Por otra parte, Winchell también dio voz a producciones publicitarias, como fue el caso del personaje del Burger Chef para la cadena de comidas del mismo nombre, el de Scrubbing Bubbles para Dow Chemical Company y el de Mr. Owl para Tootsie Roll Pops. 
En la década de 1980 fue llamado por Hanna-Barbera para retomar el papel de Pierre Nodoyuna en Yogi y la búsqueda del tesoro y en Wake, Rattle and Roll. En la película de animación Yogi Bear and the Magical Flight of the Spruce Goose dio voz al Dread Baron, al que previamente había doblado John Stephenson en Las olimpiadas de la risa. Ese último personaje era muy similar a Nodoyuna, e incluso tenía un secuaz canino, Mumbly, al que daba voz Don Messick.

### Interpretaciones como actor convencional
Winchell (a menudo con Jerry Mahoney) fue con frecuencia panelista invitado de What's My Line? en 1956.  También participó en series como The Polly Bergen Show, The Beverly Hillbillies, El virginiano, The Lucy Show, The Dick Van Dyke Show, Dan Raven, y The Brady Bunch, así como en una película de 1960 que incluía una recopilación de cortos de Los tres chiflados, Stop!, Look and Laugh, y un papel en el film de Jerry Lewis Which Way to the Front?. Winchell actuó como él mismo en 1963 en el concurso de la NBC Your First Impression. Además, a finales de los años sesenta formó parte de un gag en Rowan and Martin's Laugh-in el papel de un ventrílocuo francés. En Love, American Style, trabajó con el ventrílocuo Shari Lewis en un número sobre dos tímidos en una habitación que se presentan por medio de sus muñecos. Otra de sus interpretaciones tuvo lugar en Mrs. Doubtfire en 1993.

### Winchell-Mahoney Time
El mayor éxito televisivo de Winchell fue el show Winchell-Mahoney Time (1965–1968), un programa infantil que escribía la que entonces era su esposa, la actriz Nina Russel. Winchell interpretaba a varios personajes, incluyendo al padre de Knucklehead Smiff, Bonehead Smiff, y también se interpretaba a sí mismo. También creó a "Oswald," un personaje surreal, que era el resultado de pintar unos ojos y una nariz en su barbilla y tapar el resto de la cara con un pequeño disfraz. Winchell conseguía la ilusión invirtiendo la cámara, con lo cual el personaje parecía poseer una boca grandísima y una cabeza con mucho movimiento. El programa fue producido en la KTTV en Los Ángeles, emisora propiedad de Metromedia. En 1986 Winchell demandó a Metromedia por los derechos de redifusión de 288 cintas supervivientes del show. Metromedia respondió con la destrucción de las cintas, y un jurado compensó a Winchell con 17,8 millones de dólares.
Las últimas actuaciones televisivas regulares de Winchell trabajando con sus muñecos tuvieron lugar en The Storybook Squares, una versión infantil del célebre concurso The Hollywood Squares, y en Runaround, otro programa infantil de la NBC, al igual que el anterior.

## Otros intereses

### Medicina y patentes
Winchell estuvo interesado en la medicina y llegó a cursar estudios de preparación en la Universidad de Columbia. Se graduó en el The Acupuncture Research College de Los Ángeles en 1974, y llegó a ser acupuntor. También trabajó haciendo hipnosis en el Instituto Gibbs de Hollywood.
A lo largo de su vida Winchell desarrolló más de 30 patentes. Fue el inventor de un corazón artificial con la ayuda del Dr. Henry Heimlich, inventor de la Maniobra de Heimlich, y fue propietario de la primera patente de uno de dichos aparatos.
Winchell presentó más patentes médicas mientras trabajaba en proyectos para la Leukemia Society (la actual Leukemia & Lymphoma Society) y la Cruz Roja Americana. Algunos de sus dispositivos fueron una afeitadora desechable, un descongelador de plasma sanguíneo, un encendedor sin llama, un liguero "invisible", una pluma estilográfica con punta retráctil, y guantes calentados por baterías.

### Actividad humanitaria
En la década de 1980 Winchell, preocupado sobre la malnutrición en África, desarrolló un método para cultivar tilapia en aldeas y pequeñas comunidades. El pez se desarrolla en aguas prospera salobres, por lo que es adecuado para el África negra. Winchell intervino ante un Comité del Congreso junto a otras celebridades, entre ellas los actores Richard Dreyfuss y Ed Asner, así como el Dr. Henry Heimlich. El Comité no aceptó financiar el proyecto de acuicultura de la tilapia en África, ya que requería la excavación de pozos en agua no potable, algo que consideraba desaconsejable.

## Vida personal

### Familia y aficiones

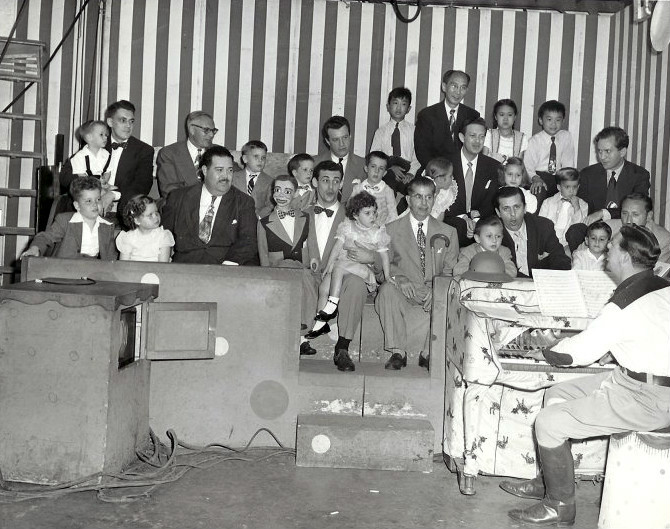
Winchell con su hija mayor y con Jerry Mahoney en el estudio de Howdy Doody, hacia 1948.

Winchell tuvo un hijo, Stacy Paul Winchell; una hija, Stephanie, fruto de su primer matrimonio con Dorothy Movitz; y otra hija, April Winchell, humorista y actriz de voz, nacida de su segundo matrimonio, con la actriz Nina Russel. Su tercera esposa fue Jean Freeman. La autobiografía de Winchell, Winch (2004), mencionaba muchas facetas oscuras de su vida, entre ellas relatos de abusos en su infancia, una larga historia de depresión y, al menos, una crisis nerviosa y un corto periodo ingresado en una institución mental.

## Fallecimiento
Paul Winchell falleció por causas naturales en 2005 en su domicilio en Los Ángeles, California. le sobrevivió su esposa, sus hijos y tres nietos. Sus restos fueron incinerados y las cenizas esparcidas en su propiedad.
A Winchell se le concedió una estrella en el Paseo de la Fama de Hollywood, por su trabajo televisivo, en el 6333 de Hollywood Boulevard